# Derechos humanos en Estados Unidos
Los derechos humanos en Estados Unidos han sido motivo de crítica por parte de países y organizaciones internacionales públicas y privadas. Amnistía Internacional y Human Rights Watch han acusado al gobierno estadounidense de racismo institucional, violencia policial, represión contra activistas de derechos humanos, violaciones de los derechos de las personas LGBTI, mujeres y víctimas de crímenes de guerra, discriminaciones sistémicas socioeconómicas que incrementan los crímenes de odio, violaciones al derecho de reunión, desprotección de las personas frente a la violencia armada, torturas, legalización de la pena de muerte, ejecuciones y detenciones ilegales, violación e incumplimiento de los tratados internacionales de derechos humanos.»  La Alta Comisionada de las Naciones Unidas para los Derechos Humanos, Michelle Bachelet manifestó su consternación ante la «larga lista de asesinatos de afroamericanos desarmados a manos de agentes de policía estadounidenses» y emplazó al gobierno estadounidense «a tomar medidas serias para detener los asesinatos» y que garanticen «que se imparta justicia cuando se produzcan». Estados Unidos ha sido severamente criticado por sus intervenciones en América Latina para imponer gobiernos adictos, dictaduras y regímenes de terrorismo de Estado, llegando a coordinarlas incluso por medio del Plan Cóndor.
Estados Unidos ha sido acusado también de haber cometido gran cantidad de crímenes de guerra y delitos de lesa humanidad, que han quedado impunes, entre ellos los bombardeos atómicos de Hiroshima y Nagasaki, la Guerra de Irak y el bombardeo de Bagdad de 2003.
El gobierno estadounidense redefinió unilateralmente el concepto de “derechos humanos”, «rechazando la autoridad interpretativa de la ONU y otros órganos internacionales de derechos humanos, y menoscabando concretamente el marco de los derechos humanos al reevaluar la protección de las mujeres, las personas LGBTI y otros grupos frente a la discriminación.»

## Sistema jurídico
El sistema jurídico de Estados Unidos ha sido criticado por mantener la pena de muerte, establecer como un derecho constitucional la posesión de armas de fuego que impulsa su uso para cometer asesinatos y un régimen policial caracterizado por el racismo y la violencia institucional. Estados Unidos no ha adherido a los tratados internacionales para combatir los crímenes de guerra y tampoco ha permitido que sus gobernantes y militares puedan ser enjuiciados por dichos crímenes.

## Prisiones
Estados Unidos tiene más de dos millones de personas privadas de su libertad, que constituye la mayor población carcelaria del mundo, y también la más alta del mundo en relación con la población, con una tasa de 639 cada 100 000 habitantes, más del doble del país que le sigue en la lista, Tailandia.

## Racismo
Tradicionalmente Estados Unidos ha cometido serias violaciones de derechos humanos contra la población afroamericana, incluso aceptando legalmente el secuestro de personas en territorio africano, así como su venta y esclavización en el país hasta 1865. Luego de la abolición de la esclavitud, el Estado ha continuado con normas y políticas racistas hasta el día de hoy. Uno de los principales líderes afroamericanos de los derechos humanos, Martin Luther King, fue espiado y perseguido por el Estado, siendo asesinado por un fanático racista, aunque existen sospechas de que los servicios secretos del Estado estuvieron involucrados en su asesinato.